# Beautiful People (Chris Brown)
Beautiful People è un brano musicale del cantante statunitense Chris Brown, estratto come terzo singolo dal suo quarto album studio, F.A.M.E. l'11 marzo 2011. Il brano figura il featuring del deejay italiano Benny Benassi, che ha prodotto il brano, interamente scritto da Brown.

## Video musicale
Il 22 marzo 2011 è stato reso disponibile il video musicale prodotto per Beautiful People, che ruota intorno alla vita quotidiana di Chris Brown. Compaiono quindi alcuni artisti amici del cantante come Puff Daddy, Bow Wow, T-Pain, Nelly, Pharrell Williams, Swizz Beatz, Brandy e Timbaland.

## Tracce
- Digital download[10]

1. Beautiful People feat. Benny Benassi (Radio Edit) – 3:45
2. Beautiful People feat. Benny Benassi (Club Mix) – 5:57

- Digital Remix EP[11]

1. Beautiful People (Felix Cartal Club Remix) – 4:31
2. Beautiful People (The Knocks Club Remix) – 4:38
3. Beautiful People (Ultimate High Radio Remix) – 3:45
4. Beautiful People (Lenny B Radio Mix) – 3:19
5. Beautiful People (Cosmic Dawn Club Remix) – 6:20
6. Beautiful People (Tonal Radio Remix) – 4:03

## Charts
| Classifica (2011)           | Posizione più alta |
| --------------------------- | ------------------ |
| Australia                   | 7                  |
| Austria                     | 26                 |
| Belgio (Fiandre e Vallonia) | 19                 |
| Canada                      | 22                 |
| Danimarca                   | 11                 |
| Francia                     | 60                 |
| Germania                    | 30                 |
| Irlanda                     | 3                  |
| Italia                      | 61                 |
| Nuova Zelanda               | 6                  |
| Paesi Bassi                 | 30                 |
| Portogallo                  | 11                 |
| Regno Unito                 | 4                  |
| Svizzera                    | 36                 |
| Svezia                      | 46                 |
| Stati Uniti                 | 43                 |